# Carlos Soto (Fußballspieler, 1965)
Carlos Alberto Soto Olivares (* 12. März 1965 in Santiago) ist ein ehemaliger chilenischer Fußballspieler. Der Mittelfeldspieler wurde 1984 chilenischer Meister.

## Karriere

### Verein
Carlos Soto kam 1983 aus der Jugend in die Profimannschaft des CD Universidad Católica. Bei den Cruzados spielte der Mittelfeldspieler bis 1990, mit Ausnahme der Leihstation 1987 CD O’Higgins, mit dem er den Aufstieg in die Primera División feiern konnte. Mit Universidad Católica gewann Soto die beiden Pokalwettbewerbe Copa Chile und Copa República 1983 sowie die Meisterschaft 1984. 1991 wechselte er zu Coquimbo Unido, mit dem er die Vizemeisterschaft 1991 gewann. Zudem lief er noch in der Primera División für Deportes Temuco und Provincial Osorno auf. Das letzte Karrierejahr verbrachte Soto beim CD Santiago Morning in der Segunda División.

### Nationalmannschaft
Carlos Soto wurde in die U20-Nationalmannschaft Chiles für die Südamerikameisterschaft 1983 berufen. Am ersten Spieltag erzielte er bei der 1:2-Niederlage gegen Kolumbien das Tor für die La Roja, die als Gruppendritter der fünf Teams ausschied. Bei den Panamerikanischen Spiel im selben Jahr nahm Soto ebenfalls teil.

### Erfolge
Universidad Católica
- Copa Chile: 1983
- Copa República: 1983
- Primera División: 1984